# Григорович, Давид Николаевич
Давид Николаевич Григорович (1867 — не ранее 1922) — командир 3-го Кавказского мортирного артиллерийского дивизиона, полковник, герой Первой мировой войны. Участник Белого движения, генерал-майор.

## Биография
Окончил кадетский корпус и 1-е военное Павловское училище (1888), откуда выпущен был подпоручиком в 39-ю артиллерийскую бригаду. Произведен в поручики в 1891 году. 4 декабря 1894 года переведен в 20-ю артиллерийскую бригаду. Произведен в штабс-капитаны 28 июля 1896 года. 16 июня 1897 года назначен помощником начальника 2-го Кавказского учебного артиллерийского полигона. 6 декабря 1900 года переведен в Кавказскую резервную артиллерийскую бригаду. Произведен в капитаны 25 августа 1902 года.
18 июля 1908 года произведен в подполковники с назначением командиром 1-й батареи 1-го стрелкового артиллерийского дивизиона. 10 декабря 1909 года назначен командиром 1-й батареи 2-й запасной артиллерийской бригады, а 8 августа 1910 года — командиром 1-й батареи 3-го Кавказского мортирного артиллерийского дивизиона.
В Первую мировую войну вступил с 3-м Кавказским мортирным артиллерийским дивизионом. Удостоен ордена Св. Георгия 4-й степени
За то, что, будучи в чине подполковника, в бою 18 июля 1915 года у д. Ситанец, имея наблюдательный пункт в передовых цепях, обстреливаемых огнем тяжелой артиллерии, мужественно и особенно искусно руководил огнем своей батареи. В течение боя не только помог пехоте в отражении неоднократных атак превосходных сил противника, но также принудил к молчанию одну легкую и одну тяжелую батареи и прогнал еще одну батарею, пытавшуюся сняться с передков. Столь удачной стрельбой, привлекая на себя огонь всей артиллерии противника, оказал действительную помощь пехоте, дав возможность ей выполнить успешно свою задачу.
12 января 1916 года произведен в полковники «за отличия в делах против неприятеля», а 25 января назначен командиром 2-го дивизиона 21-й артиллерийской бригады. 30 июня 1916 года назначен командиром 3-го Кавказского мортирного артиллерийского дивизиона.
В Гражданскую войну участвовал в Белом движении на Юге России в составе Добровольческой армии и ВСЮР. С 12 сентября 1919 года назначен командиром 4-го дивизиона 8-й артиллерийской бригады. Произведен в генерал-майоры.
К 1922 году в эмиграции в Константинополе. Дальнейшая судьба неизвестна.

## Награды
- Орден Святого Станислава 3-й ст. (ВП 1.01.1901)
- Орден Святой Анны 3-й ст.
- Орден Святого Станислава 2-й ст. (ВП 27.02.1912)
- Орден Святого Владимира 4-й ст. с мечами и бантом (ВП 6.03.1915)
- Орден Святой Анны 2-й ст. с мечами (ВП 13.04.1915)
- Орден Святого Георгия 4-й ст. (ВП 26.08.1916)